# Alsemberg
Alsemberg est une section de la commune belge de Beersel située en Région flamande dans la province du Brabant flamand. C'était une commune à part entière avant la fusion des communes de 1977.

## Démographie

### Évolution démographique
- Sources : INS, Rem. : 1831 jusqu'en 1970 = recensements, 1976 = nombre d'habitants au 31 décembre[2].

### Langues
La proportion des francophones dans la section est estimée à 34 % en 1994.

## Monuments
- Église Notre-Dame
- Maison communale de Beersel au domaine du Rondenbos

## Personnalités liées à la commune
- Jacques Louis Vialla, maire (1803-1808)
- Noa Moon (1991-), chanteuse, compositrice